# Māriya al-Qibtīya

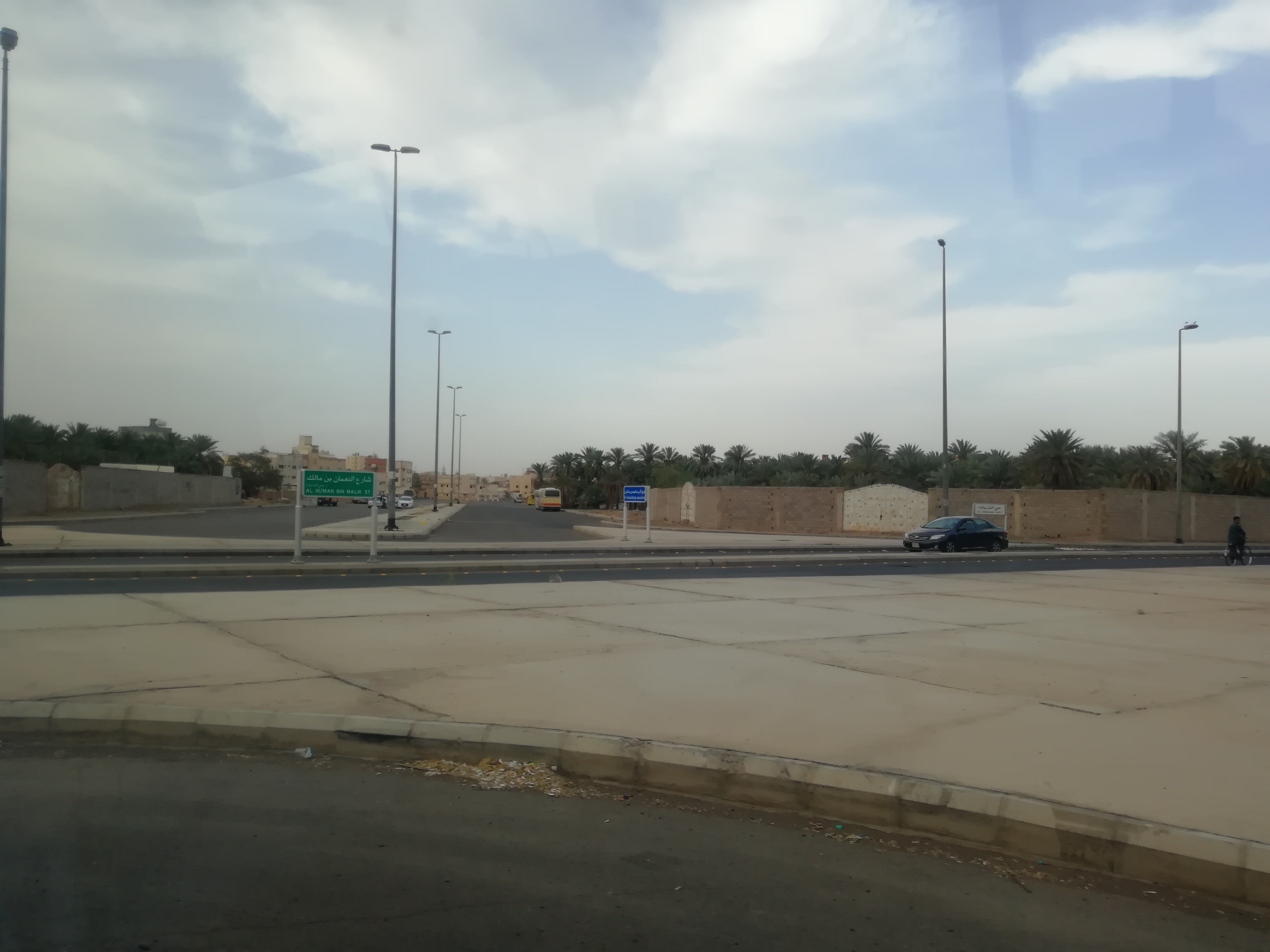
Die Stätte des Hauses von Māriya al-Qibṭīya in Medina, heutiges Saudi-Arabien

Māriya al-Qibtīya (arabisch مارية القبطية, DMG Māriya al-Qibṭīya ‚Maria die Koptin‘; gest. 16. Februar 637 in Medina) war eine koptisch-christliche Sklavin.

## Leben

### Abstammung
Maria war Christin. Ihr Vater, genannt Schamʿūn, gehörte der koptischen Gemeinde des nicht näher lokalisierbaren Ortes Hafn (arabisch حفن / Ḥafn) in der Region von Ansina (أنصنا / Anṣinā) am östlichen Nilufer in Oberägypten an.
Nachdem Mohammed al-Muqauqis, dessen Identität die arabischen Quellen nur vage beschreiben – er soll mit dem Patriarchen der Melkiten von Alexandria, Cyrus, identisch sein – schriftlich aufgefordert hatte, den Islam anzunehmen, gab dieser eine ablehnende Antwort. Aber zusammen mit seiner Antwort sandte er Geschenke, darunter Maria und Schirīn (Variante: Sirīn), die unter den Kopten, so im Schreiben von al-Muqauqis, „hohes Ansehen“ hatten. Sowohl Mohammeds Schreiben als auch die Antwort des Patriarchen werden in den islamischen Quellen in zwei zum Teil kontroversen Varianten überliefert. Die genaue Datierung dieser Kontakte ist nicht überliefert. Das angebliche Schreiben Mohammeds an al-Muqauqis auf Pergament gilt seit seiner Entdeckung in Oberägypten im Jahre 1852 als eine paläographische Fälschung.
Mohammed überließ Sirin dem berühmten Dichter Hassān ibn Thābit (gest. gegen 661). Anderen, isoliert stehenden Berichten zufolge schenkte er sie Diḥya al-Kalbī, seinem Gesandten an Heraclius durch „Schenkung“. Maria lebte als Mohammeds Konkubine in der Oberstadt (ʿĀliya; siehe unten) von Medina. Nachdem Hafsa, eine der Ehefrauen Mohammeds, in ihrem eigenen Haus den Propheten und Maria beim Geschlechtsverkehr überrascht hatte, stellten sie, Aischa und alle anderen seiner Frauen sich gegen ihn. Die darauf folgenden 29 Tage verbrachte Mohammed auf der Obstplantage, der „Maschrabat Umm Ibrāhīm“ (d. i. Maria – siehe unten); erst anschließend sind die Verse der Sure 66, so die Koranexegese, offenbart worden.

### Die koranische Auseinandersetzung
Die ersten Verse der Sure 66 bringen sowohl die Traditionsliteratur als auch die Koranexegese und die Historiographie mit diesem Zwischenfall in Verbindung. Schon die frühesten Exegeten, deren Überlieferungen zu diesem Fall at-Tabarī auf vier Seiten referiert, berichten, dass Mohammed seiner Frau Hafsa angeboten habe, Maria für sich selbst haram (tabu) zu erklären, um sie, Hafsa, dadurch zufriedenzustellen. Er bat Hafsa ferner, diesen Vorfall niemandem – vor allem nicht Aischa – zu erzählen. Daraufhin soll Gott den Propheten getadelt (ʿātaba) haben, da er Erlaubtes – mit einer Sklavin Geschlechtsverkehr zu haben – durch seinen Eid gegenüber Hafsa für verboten erklärt habe. Deswegen heißt diese Sure „Das Verbot“, deren Anfang in der oben geschilderten Situation entstanden ist. Andere Surennamen sind: „Der Prophet“, wegen seiner persönlichen Rolle in der gesamten Sure, „Der Verbotene/Unantastbare (al-mutaharrim)“ und die ersten Worte des ersten Verses:

„1Prophet! Warum erklärst du denn im Bestreben, deine Gattinnen zufriedenzustellen, für verboten, was Gott dir erlaubt hat? (Mit deinem Enthaltungsschwur hast du Unrecht getan.) Aber Gott ist barmherzig und bereit zu vergeben. 2Gott hat für euch angeordnet, ihr sollt eure (unbedachten?) Eide (durch eine Sühneleistung?) annullieren. Gott ist euer Schutzherr. Er ist der, der Bescheid weiß und Weisheit besitzt. 3 Und (damals) als der Prophet einer seiner Gattinnen etwas unter dem Siegel der Verschwiegenheit anvertraute. Als sie es dann (trotzdem einer anderen) mitteilte und Gott ihn darüber aufklärte, gab er es teils bekannt, teils ließ er es auf sich beruhen. Und als er es dann ihr (selber) mitteilte, sagte sie: ,Wer hat dir das kundgetan?‘ Er sagte: ,Er, der Bescheid weiß und (über alles) wohl unterrichtet ist‘ … 5Wenn er euch (Frauen) entlässt, wird sein Herr ihm vielleicht Gattinnen zum Tausch geben, die besser sind als ihr: Frauen, die den Islam angenommen haben, die gläubig sind, (Gott) demütig ergeben, bußfertig, fromm, asketisch, solche, die schon verheiratet waren oder noch Jungfrauen sind.“

 In seiner Textanalyse zum Koran schreibt Theodor Nöldeke in diesem Zusammenhang: „Diese Tradition trägt die Gewähr ihrer Geschichtlichkeit in sich selbst. Eine Episode, die den Charakter Muhammeds in so ungünstigem Lichte zeigt, können die Muslime weder erfunden, noch dem Gerede der Ungläubigen entnommen haben.“ Dieser Darstellung widersprechen diverse Überlieferungen al-Buchārīs in seinem Werk Ṣaḥīḥ al-Buchārī. Darin wird ein anderes Szenario der Offenbarung für die Sure 66 dargelegt, in der es um einen Honig-Vorfall zwischen seinen Ehefrauen geht:

„Ich hörte Aischa sagen, "Der Prophet verblieb lange bei Zainab bint Dschahsch und trank Honig in ihrem Haus. Hierauf entschieden ich und Hafsa, dass wenn der Prophet zu einer von uns beiden käme, sie ihm (d.h. Mohammed) folgendes mitteilte: "Ich bemerke einen (unangenehmen) Maghafir-Geruch, hast du welches gegessen?" Als der Prophet darauf eine der beiden besuchte, wurde das (Besprochene) aufgesagt, woraufhin der Prophet entgegnete: "Ich habe in Zainab bint Dschaschs Haus etwas Honig zu mir genommen, von nun an möge ich nie mehr wieder (jenen) Honig trinken." So denn wurde geoffenbart: "Prophet! Warum erklärtest du […] für verboten was Gott dir erlaubt hat?"“

### Ibrāhīm, der Sohn Mohammeds
Der Sohn, den Maria im März 630 gebar, wurde Ibrāhīm genannt. Der islamischen Überlieferung zufolge soll Mohammed zunächst gezögert haben, das Kind als seinen Sohn anzuerkennen. Es war der Engel Gabriel (Dschibril), der den Propheten, so Ibn Saʿd in seinem Klassenbuch, mit der Kunya Abū Ibrāhīm (Vater von Ibrāhīm) begrüßt haben soll. Ibrāhīm erkrankte schon im Kindesalter und starb am 27. Januar 632, kurz vor Mohammeds Tod.

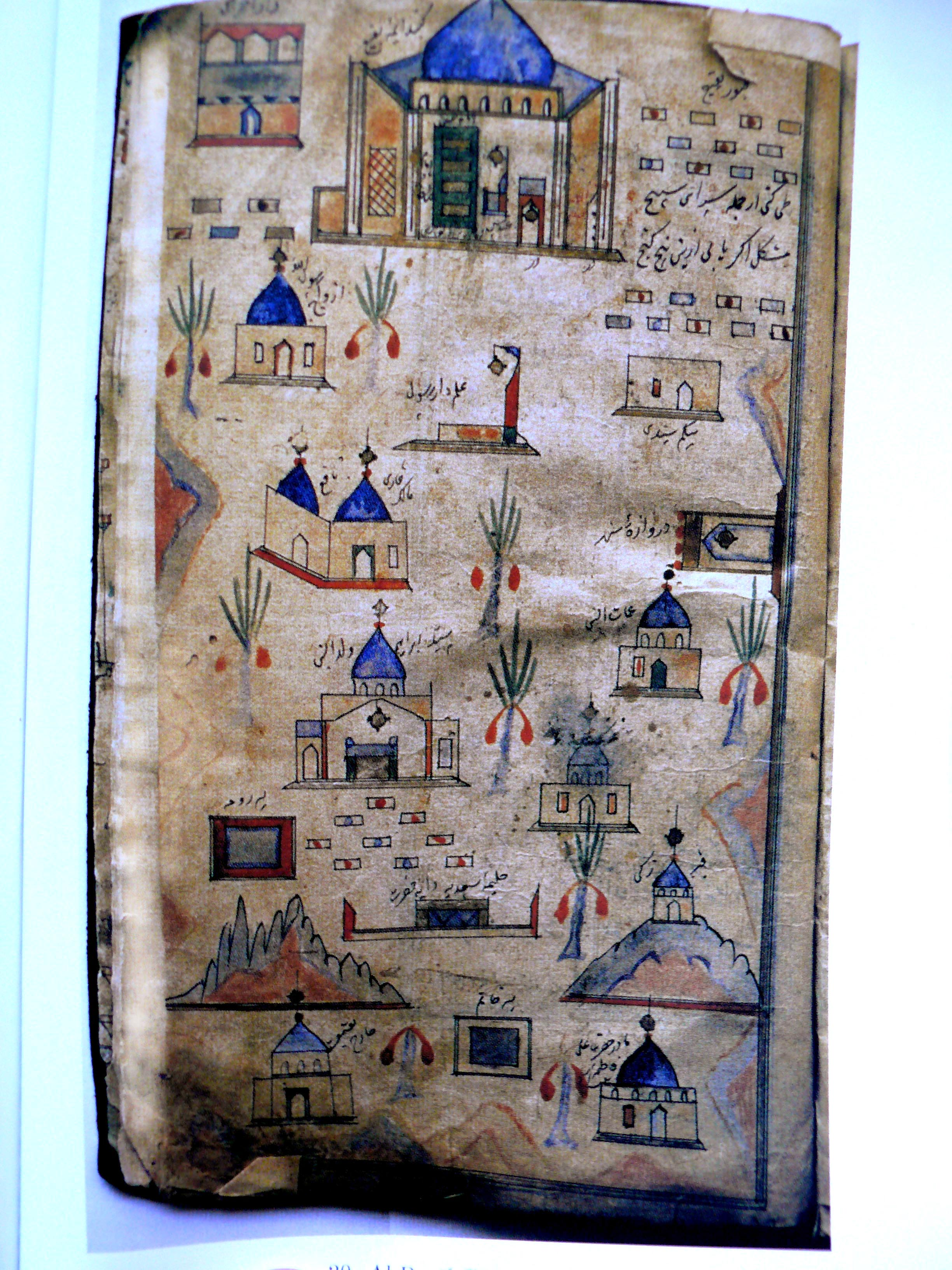
In der Blattmitte aus dem Schauq-Name eines persischen Reisenden im Jahre 1559 das Grab von: „sayyid Ibrāhīm waladu ʾn-nabiy“ = „Herr Ibrāhīm, der Sohn des Propheten“ eingezeichnet

Dieses Datum scheint gesichert zu sein, denn kurz nach seinem Tod fand in der Region um Medina eine Sonnenfinsternis statt. Da man in diesem Naturereignis eine Verbindung zum Tod des Kindes sehen wollte, soll Mohammed – überliefert in einem bekannten Hadith – gesagt haben:
„Sonne und Mond sind zwei Zeichen Gottes. Sie verdunkeln sich beim Tod / Var.: beim Tod und bei der Geburt eines Menschen nicht. Seht ihr sie (die Sonnen- bzw. Mondfinsternis), so sollt ihr Fürbitten sprechen / Var.: sucht Zuflucht in der Moschee.“
Ibrāhīm ist auf dem Friedhof al-Baqīʿ, vor dem südöstlichen Tor von Medina beigesetzt worden.
Als Sohn des Propheten hinterließ er im islamischen Schrifttum keinerlei Spuren. Anlässlich seines Todes soll Mohammed einige Aussagen über ihn gemacht haben, die bei einigen Traditionariern und bei Ibn ʿAsākir in einem den Söhnen Mohammeds gewidmeten Kapitel erhalten sind. „Hätte er gelebt“, heißt es in einer angeblichen Aussage Mohammeds, „wäre er ein Rechtschaffener, ein Prophet gewesen. Hätte er gelebt, hätte er seine koptischen Onkel (mütterlicherseits) aus der Sklaverei entlassen.“ Der deutsche Orientalist Theodor Nöldeke vermerkt in einem privaten Schreiben vom 6. Juli 1906 an Ignaz Goldziher: „Welch Erbarmen für Muh’s Umma lag doch darin, dass dessen Sohn Ibrāhīm früh starb. Man denke sich: nach Muh’s Tod ein vierjähriges Kind als Erbe des Reichs. Und Sohn einer Sklavin, was den damaligen echten Arabern noch ein gewaltiger Stein des Anstosses gewesen wäre!“

### Der Status von Maria al-Qibtiyya
Maria wird in der islamischen Literatur durchgehend entweder als „Maria die Koptin“ oder als Umm Ibrāhīm „Ibrāhīms Mutter“ genannt. Ob sie den Islam angenommen hat, ist in der islamischen Literatur umstritten. In einem isoliert stehenden Bericht von al-Wāqidī – ohne Isnad – in der annalistischen Weltgeschichte von at-Tabarī sollen sie und ihre Schwester auf dem Weg nach Medina den Islam angenommen haben. Nach einem weiteren, ebenfalls auf al-Wāqidī zurückgeführten Bericht in der Stadtgeschichte von Ibn ʿAsākir sollen Maria und ihre Schwester wiederum im Beisein des Propheten in Medina den Islam angenommen haben.
Im Gegensatz zu den anderen Prophetenfrauen wird Maria an keiner Stelle im einschlägigen islamischen Schrifttum „Mutter der Gläubigen“ (umm al-muʾminīn / أم المؤمنين / ummu ʾl-muʾminīn) genannt. Denn nach islamischer Rechtsauffassung gehören zwei Gruppen von Frauen nicht zu den „Müttern der Gläubigen“: 1) Frauen, mit denen der Prophet zwar einen Ehevertrag geschlossen, aber mit ihnen keinen Geschlechtsverkehr hatte; 2) Frauen mit denen der Prophet ohne Ehevertrag Geschlechtsverkehr hatte, „wie dies bei Maria al-Qibtiyya der Fall gewesen ist.“
- Die Traditionsliteratur verzeichnet keinen einzigen Spruch Mohammeds, den Maria nach ihm überliefert hat; folglich erscheint sie auch in den Biographien der Hadithüberlieferer (ruwāt al-hadīth) nicht. Ibn Hanbal, der Jurist Ibn Qayyim al-Dschauziya, die Historiker al-Wāqidī, sein Schüler Muhammad ibn Saʿd (gest. 845 in Bagdad), die über die Konversion Marias widersprüchlich berichten, ferner at-Tabarī[23] und Ibn ʿAsākir[20] nennen Maria stets in der Liste der Konkubinen, als Konkubine (سراري , سرية / surrīya, Pl. sarārīyu / ‚Beischläferin dienende Sklavin, Konkubine‘)[24] des Propheten, nicht aber unter seinen Ehefrauen. Der andalusische Rechtsgelehrte Ibn ʿAbd al-Barr (gest. 1071 in Játiva) nennt sie in seiner Biographie der Zeitgenossen Mohammeds als „Schutzbefohlene (مولاة / maulāt) des Gesandten Gottes“.[25]
- Dass sie ihren früheren Status als Konkubine weiterhin behielt, belegt ein einstimmig und mehrfach überlieferter Spruch Mohammeds anlässlich der Geburt von Ibrāhīm: „Ihr Sohn (d. h. Ibrāhīm) hat sie freigelassen“ :aʿtaqa-hā waladu-hā.[26] Diesen auf Mohammed zurückgeführten Spruch betrachtet die islamische Rechtsliteratur als Rechtsnorm allerdings in mehrfacher Hinsicht als fragwürdig. Ibn ʿAbd al-Barr zitiert diesen Spruch in seinem umfassenden Studium zur Erörterung der Richtungen der Rechtsgelehrten… mit der Bemerkung, dass die Traditionarier, „ahl al-hadīth“, die Authentizität des Prophetenspruches nicht bestätigen.[27]
- In einer der frühesten Traditionssammlungen des islamischen Schrifttums, im Musannaf von ʿAbd ar-Razzāq (gest. 826),[28] erscheint der angebliche Prophetenspruch im Kapitel über die Wartezeit der Konkubinen nach ihrer möglichen Freilassung ohne jedweden Bezug zu Maria al-Qibtiyya.[29]
- al-Baihaqī (gest. 1066), einer der bekanntesten Hadith-Gelehrten seiner Zeit,[30] stellt in seinem grundlegenden Werk für die Hadithwissenschaften sieben Varianten des fraglichen Prophetenspruches, einschließlich auch als Aussage von Umar ibn al-Chattab, zusammen und ergänzt sie mit seinen hadithkritischen Bemerkungen. Er schließt allerdings nicht aus, dass Maria erst nach dem Tod Mohammeds, nicht aber durch ihn selbst freigelassen worden sei, wie dies die wahrscheinlich seit Umar geltende Rechtsnorm vorsah.[31]
- In diesem Sinne äußert sich auch Abū ʾl-Walīd Ibn Ruschd (gest. 1198) in seinem Rechtskompendium und führt die Auffassung von Ibn ʿAbd al-Barr weiter aus.[32] Denn die Problematik der Freilassung einer Sklavin, die ihrem Herrn ein Kind gebar (umm al-walad = „Mutter des Sohnes“), ist wahrscheinlich erst unter dem zweiten Kalifen Umar ibn al-Chattab näher erörtert worden.[33] In diese Richtung weist eine in identischem Wortlaut auf den Kalifen Umar – also kein Prophetenspruch – zurückgeführte Aussage: „Ihr Sohn hat sie (eine umm walad) freigelassen (aʿtaqa-hā waladu-hā) – selbst wenn sie eine Fehlgeburt hatte,“ die u. a. der irakische Gelehrte Ibn Abī Schaiba († 849) in seiner groß angelegten Hadith-Sammlung[34] überliefert. Juristisch handelt es sich dabei um die wahrscheinlich erst unter dem Kalifen Umar aufgeworfene Frage, ob eine Sklavin nach der Geburt ihres Sohnes freigelassen oder verkauft werden dürfe.[35]
- Maria wird weder in der Prophetenbiographie von Ibn Ishāq – dort bezeichnet Ibn Hischām sie in einer Ergänzung des Textes nach Ibn Ishāq gemäß einer ägyptischen Tradition nach ʿAbdallāh ibn Wahb (gest. 812) ebenfalls nur als „surrīya“ – noch in der allgemeinen Historiographie als Ehefrau des Propheten genannt.[36] Sie ist in die islamische Geschichte vielmehr als „Maria die Koptin“, mit ihrer Kunya als Umm Ibrāhīm und als eine der Konkubinen (sarārīyu) Mohammeds eingegangen.[37] In der Rechtslehre ist es anerkannt, dass Frauen, die Mohammed ohne Ehevertrag nur als Beischläferinnen (at-tasarri) zu sich nahm, nicht als „Mutter der Gläubigen“ bezeichnet werden – wie Maria al-Qibtiyya. Diese Norm leitet man aus Sure 33, Vers 6 ab:

Der Prophet steht den Gläubigen näher, als sie selber (untereinander), und seine Gattinnen sind (gleichsam) ihre Mütter.
- Weder die Rechtsliteratur noch die arabischen Biographen berichten über eine angebliche Freilassung von Maria al-Qibtiyya durch Mohammed – wie etwa im Falle von Raihana – oder über ihre rechtmäßige Heirat (nikah) mit ihm.[39] Der Historiker Muhammad ibn Saʿd nennt „Māriya Umm Ibrāhīm ibn Rasūli ʾllāh“ (Maria, Mutter Ibrāhīms, des Sohnes des Gesandten Gottes) in einem für sie gewidmeten Kapitel seines Klassenbuches.[40] Im darauf folgenden Kapitel des genannten Werkes werden die Ehefrauen Mohammeds in chronologischer Reihenfolge aufgezählt.[41] In derselben Zeit verfasste der irakische Philologe Abū ʿUbaiyda, Maʿmar ibn al-Muthannā (gest. 824)[42] seine Monographie über die Ehefrauen Mohammeds und seine Kinder;[43] Maria al-Qibtiyya wird auch dort nicht angeführt.[44] Der bei Ibn Saʿd beobachteten Kapitelaufteilung folgt auch Ibn ʿAsākir in seiner oben genannten Chronik von Damaskus: nach dem Kapitel über die Söhne, Töchter und Ehefrauen Mohammeds[45] folgt der Abschnitt über die Konkubinen: Maria und Raihana.[46]
- In seinem genealogischen Werk, Kitāb al-maʿārif, widmet Ibn Qutaiba (gest. 889) den „Ehefrauen des Propheten“ und seinen Kindern einen eigenständigen Abschnitt. Über Chadidscha schreibt er: „sie ist die Mutter aller Söhne des Propheten, bis auf Ibrāhīm, denn er ist von Maria der Koptin.“[47] Bei der Erwähnung des Sohnes Ibrāhīm im Kapitel „Die Söhne des Propheten“ schreibt Ibn Qutaiba: „Seine Mutter war Māriya, ein Geschenk von al-Muqauqis, dem König von Alexandria, an den Propheten.“[48]

Maria die Koptin wird im islamischen Schrifttum damit nicht zu den Gattinen (im Koran: „azwāǧ“) und folglich nicht zu den „Müttern der Gläubigen“ gerechnet. Sie starb am 16. Februar 637 in Medina. Der Kalif Umar ibn al-Chattab soll ihre Beisetzung geleitet haben.

### Wohnort von Maria al-Qibtiyya
Maria war keine in die Familie Mohammeds integrierte Person; sie lebte im Süden von Medina (ʿĀliya), in der fruchtbaren Region von al-Quff, in einer Obstplantage der Banu Qainuqa, die Mohammed nach der Unterwerfung dieses jüdischen Stammes sich als Beute zuteilen ließ. Man nannte die Gegend, auch nach dem Tod von Maria: „maschrabat Umm Ibrāhīm“ مشربة أم إبراهيم / mašrabat umm Ibrāhīm, „Obstgarten / Obstplantage von Umm Ibrāhīm“. Nach der Geburt ihres Sohnes Ibrāhīm (März 630) blieb sie auf dieser Obstplantage, wo sie und ihr Sohn täglich mit frischer Schafs- und Kamelmilch aus dem bei al-Quff weidenden Viehbestand Mohammeds versorgt wurden. Man nannte den Ort auch Mahrūz, der als Markt des Propheten bekannt war.
Marias Wohnort genoss in der Folgezeit besondere Verehrung, da der Prophet an diesem Ort, gemäß einem kurzen Bericht des Historikers ʿUmar ibn Schabba (geb. 789; gest. 877) gebetet haben soll. Der Umayyaden-Kalif Sulaiman ibn Abd al-Malik reiste im Jahre 701 als Pilger nach Medina und besuchte neben anderen Orten, wo der Prophet Mohammed gewirkt und gebetet hatte – die sogenannten maschāhid مشاهد / mašāhid / ‚Gedenkorte‘ – auch diesen Ort.
Der in Córdoba wirkende Ibn Masarra (gest. 931), ein Anhänger der Mu'tazila und Mystiker, ließ zeitgenössischen Überlieferungen zufolge in seinem Haus Marias Wohnort offenbar mit dem Ziel nachbilden, in al-Andalus eine „heilige Stätte“, ein Gedenkort, wie in Medina zu schaffen.